# Paulkellerit
Paulkellerit ist ein selten vorkommendes Mineral aus der Mineralklasse der Phosphate, Arsenate und Vanadate. Es kristallisiert im monoklinen Kristallsystem mit der chemischen Zusammensetzung Bi2Fe(PO4)O2(OH)2 und entwickelt prismatische Einkristalle mit einer Größe im Submillimeterbereich und einer grünlichgelben Farbe.

## Etymologie und Geschichte
Benannt wurde das Mineral nach Paul Keller (1940–2022), Professor der Mineralogie an der Universität Stuttgart.
Paulkellerit wurde auf einer aus dem Jahr 1881 stammenden Probe aus den sächsischen bismut-, nickel- und cobalthaltigen Erz-Lagerstätten in der Sammlung der Bergakademie Freiberg entdeckt. Die Probe wurde aus der NW-SE-streichenden Erzgang Neuhilfe Flacher in der Grube Junge Kalbe bei Neustädtel (Schneeberg, Erzgebirge) entnommen. Dieser Fundort gilt auch als Typlokalität.
Bis zu seiner Erstbeschreibung 1988 durch Pete J. Dunn, Joel D. Grice, Frederick J. Wicks und Richard A. Gault wurde der darin enthaltene Paulkellerit aufgrund der ähnlichen Farbe und gleichen Kristallklasse (monoklin-prismatisch, 2/m) fälschlicherweise für das chemisch verwandte Arsenat Atelestit Bi8(AsO4)3O5(OH)5 gehalten. Mithilfe chemischer Analysen konnte jedoch zweifelsfrei belegt werden, dass es sich bei dem Mineral um ein Phosphat und nicht um ein Arsenat handelt, ebenso wurde auch Eisen als Bestandteil des Minerals nachgewiesen. Aus der chemischen Analyse konnte eine empirische Formel gemäß Bi2Fe(PO4)O2(OH)2 aufgestellt werden, die in sehr guter Übereinstimmung mit der idealen, aus Kristallstrukturanalysen ermittelten Formel Bi2Fe(PO4)O2(OH)2 steht.
Der Holotyp des Probenmaterials von der Erstbeschreibung wird heute von der Smithsonian Institution unter der Nummer NMNH 163777 aufbewahrt. Weitere Proben des Materials befinden sich im Canadian Museum of Nature in Ottawa (NMNS 53450) und an der Bergakademie Freiberg.

## Klassifikation
In der alten (8. Auflage) und neuen Systematik der Minerale nach Strunz (9. Auflage) gehört der Paulkellerit zur Abteilung der „Wasserfreien Phosphate mit fremden Anionen“. Die neue Strunz’sche Mineralsystematik unterteilt hier allerdings inzwischen präziser nach der Größe der beteiligten Kationen und dem Stoffmengenverhältnis der beteiligten Anionen und dem Phosphat-, Arsenat- bzw. Vanadatkomplex. Das Mineral steht entsprechend jetzt in der Unterabteilung „Mit mittelgroßen und großen Kationen (OH, etc.):RO4 = 4:1“.
Die im englischen Sprachraum gebräuchliche Systematik der Minerale nach Dana ordnet den Paulkellerit ebenfalls in die Klasse der Phosphate, Arsenate und Vanadate und dort in die Abteilung der „Wasserfreien Phosphate etc., mit Hydroxyl oder Halogen und der allgemeinen Formel (A B)3(XO4)Zq“, wo er zusammen mit Brendelit die unbenannte Gruppe 41.03.08 bildet.

## Kristallstruktur
Paulkellerit kristallisiert monoklin in der Raumgruppe C2/c (Raumgruppen-Nr. 15) mit den Gitterparametern a = 11,38 Å, b = 6,66 Å, c = 9,65 Å und β = 115,3° sowie vier Formeleinheiten pro Elementarzelle.

## Morphologie

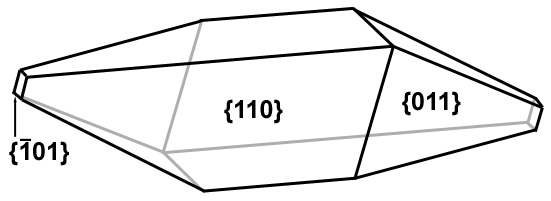
Kristallform von Paulkellerit

Die keilförmigen Kristalle von Paulkellerit erreichen eine Größe von 0,2 bis 0,8 mm. Da es sich bei Paulkellerit um ein Sekundärmineral handelt, können die Kristalle weitgehend ungestört auf Gesteinsoberflächen oder anderen Mineralen wachsen und sind daher meist idiomorph ausgebildet. Die recht einfache Kristallmorphologie wird hauptsächlich von leicht gebogenen Prismenflächen {110} und {011} aufgebaut, zusätzlich tritt ein schwach entwickeltes Pinakoid {101} auf. Die ideale Kristallform von Paulkellerit ist in der Abbildung rechts dargestellt.

## Bildung und Fundorte
Paulkellerit tritt als Sekundärmineral in Bismut-Nickel-Kupfererzlagerstätten in Paragenese mit gediegen Bismut, Skutterudit, Pyrit, Erythrin, Bismutoferrit auf.
Bisher konnte das Mineral nur an seiner Typlokalität nachgewiesen werden.